# موسى نوري إسفندياري

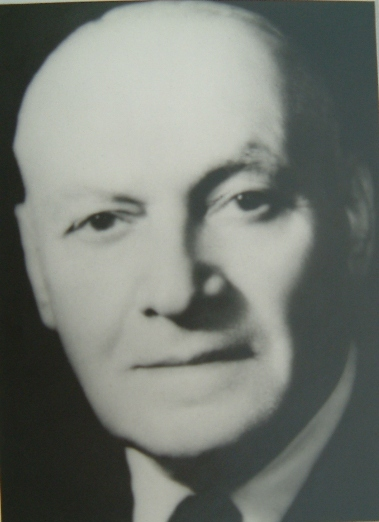
موسى نوري إسفندياري

موسى نوري إسفندياري (1896 في طهران - 1972). وهو سياسي ودبلوماسي إيراني . شغل إسفندياري عدة مناصب منها سفير إيران لدى العراق مابين عامي 1942 إلى عام 1944 و كما شغل لفترة قصيرة منصب وزير خارجية إيران .